# Magiczne ognie
Magiczne ognie – polski film sensacyjny z 1983 roku w reżyserii Janusza Kidawy. Zdjęcia kręcono w Łodzi.

## Fabuła
Pracownik handlu zagranicznego, Marian Biel, po swojej ostatniej podróży odwiedza Alinę Mirecką, wdowę po archeologu. Wręcza jej torbę z dolarami, pochodzącymi z handlu narkotykami. Kiedy Alina chowa pieniądze do sejfu, zostaje zaatakowana przez Mariana, który dusi ją i bierze pieniądze. Jednak nie zauważa on, że Alina wrzuciła małą figurkę. Później Marian ucieka z miejsca zbrodni.
Kilka lat później Konrad Miazga, młody psycholog, prowadzi cykl programów telewizyjnych, dotyczących współczesnej psychoterapii. Pewnego dnia przychodzi do niego Małgorzata Biel, która ma problemy małżeńskie. Uwagę Konrada zwraca breloczek przy jej kluczach. Przypomina on cenną figurkę, która zniknęła z mieszkania Aliny. Ponieważ Konrad obecnie mieszka w jej mieszkaniu, zagląda do sejfu, w którym są resztki heroiny, na co ekipa śledcza nie zwróciła uwagi. Konrad zaczyna podejrzewać, że sprawa zabójstwa Aliny może być powiązana z narkotykami i właścicielem breloczka. Później kontaktuje się z Małgorzatą, która po pewnym czasie staje się jego kochanką. Daje Konradowi breloczek zabrany z torby Mariana. Konrad postanawia surowo ukarać Mariana, nie zawiadamiając o niczym policji.

## Obsada
- Włodzimierz Adamski - Konrad Miazga
- Ignacy Gogolewski - Marian Biel
- Jolanta Nowińska - Małgorzata Biel
- Halina Kossobudzka - Alina Mirecka
- Włodzimierz Wiszniewski - Adam Jastrzębski
- Stanisław Mikulski - Piasecki
- Helena Kowalczykowa - matka Konrada
- Kazimierz Iwiński - ojciec Konrada
- Renata Frieman - Ewa
- Stefan Paska - doręczyciel
- Eugeniusz Wałaszek - Kozłowski
- Zbigniew Bartosiewicz - domokrążca